# كأس هولندا السياحية 1991
كأس هولندا السياحية 1991 هو سباق دراجات نارية أقيم بتاريخ 29 يونيو 1991 في حلبة أسن تي تي. كان الجولة التاسعة من أصل 15 في سباق الجائزة الكبرى للدراجات النارية موسم 1991. فاز الأمريكي كيفن شوانتز بفئة 500 سي سي بينما جاء الأمريكي وين ريني في المركز الثاني وحصل على المركز الثالث الأسترالي واين غاردنر.

## وصلات خارجية
- الموقع الرسمي